# Kiza
Kiza (1.278 m) – szczyt w Welebicie Środkowym. Znajduje się w pobliżu Oštarijskich vrat, gdzie znajduje się połączenie drogowe przez Welebit z Gospicia do Karlobagu. Do jego podnóża można dojechać samochodem. Z drogi trzeba iść 1 h.
Kiza należy do grupy Dabarski kukovi, niezarośniętych kamiennych szczytów, które wyrastają z lasu w południowej części Welebitu Środkowego.